# Ölme distrikt
Ölme distrikt är ett distrikt i Kristinehamns kommun och Värmlands län. Distriktet ligger omkring Ölme i sydöstra Värmland, vid Vänern.

## Tidigare administrativ tillhörighet
Distriktet inrättades 2016 och utgörs av Ölme socken i Kristinehamns kommun.
Området motsvarar den omfattning Ölme församling hade vid årsskiftet 1999/2000. 

## Tätorter och småorter
I Ölme distrikt finns en tätort och en småort.

### Tätorter
- Ölme

### Småorter
- Strandvik och Åsviken